# Rubus niveus
Rubus niveus (englisch Mysore raspberry, Ceylon raspberry, hill raspberry; chinesisch 红泡刺藤, Pinyin hong pao ci teng; Hindi काला हिसालू kala hinsalu) ist eine Pflanzenart aus der Familie der Rosengewächse. Sie ist in Süd-Asien von Afghanistan ostwärts über Indien und China bis nach Taiwan und die Philippinen, südwärts bis Sri Lanka und Malaysia und nordwärts bis nach Gansu in China beheimatet.

## Beschreibung
Rubus niveus ist ein Strauch von bis zu 2,5 Metern Höhe. Die Sprosse sind zunächst filzig behaart, werden später aber glatt grün bis violett. Die Blätter sind gefiedert mit 5 … 11 (meist 7 oder 9) Blättchen, die jeweils 2,5 … 8 Zentimeter lang und 1 … 4 Zentimeter breit sind, oberseits dunkelgrün und unterseits blassgrün bis nahezu weiß filzig. Die Blüten haben etwa einen Zentimeter Durchmesser und fünf dunkelrosa bis rote Kronblätter. Die Frucht hat einen Durchmesser von 8 … 12 Millimetern. Sie ist dicht graufilzig, zunächst dunkelrot und bei Reife schwarz.

## Taxonomie
The Plant List, ein Gemeinschaftsprojekt der Royal Botanic Gardens (Kew) und des Missouri Botanical Garden, führt die folgenden Synonyme auf:
- Dyctisperma lasiocarpus (Sm.) Raf. ex B.D.Jacks.
- Rubus albescens Roxb.
- Rubus bonatii H.Lév.
- Rubus distans D.Don
- Rubus donianus Spreng.
- Rubus foliolosus D.Don
- Rubus godongensis Y.Gu & W.L.Li
- Rubus incanus Sasaki ex T.S.Liu & T.Y.Yang
- Rubus lasiocarpus Sm.
- Rubus lasiocarpus var. micranthus (D.Don) Hook.f.
- Rubus longistylus H.Lév.
- Rubus micranthus D.Don
- Rubus mysorensis B.Heyne
- Rubus pinnatus D.Don
- Rubus pyi H.Lév.
- Rubus tongtchouanensis H.Lév.
- Rubus concolor Wall.
- Rubus horsfieldii Miq.
- Rubus sericeus Lindl.

## Anbau
Rubus niveus wird wegen seiner essbaren Früchte angebaut. Auf Hawaii und den Galapagosinseln hat sie sich als invasive Art ausgebreitet.